# 阿約納山
44°28′55″N 9°26′33″E / 44.481849°N 9.442410°E

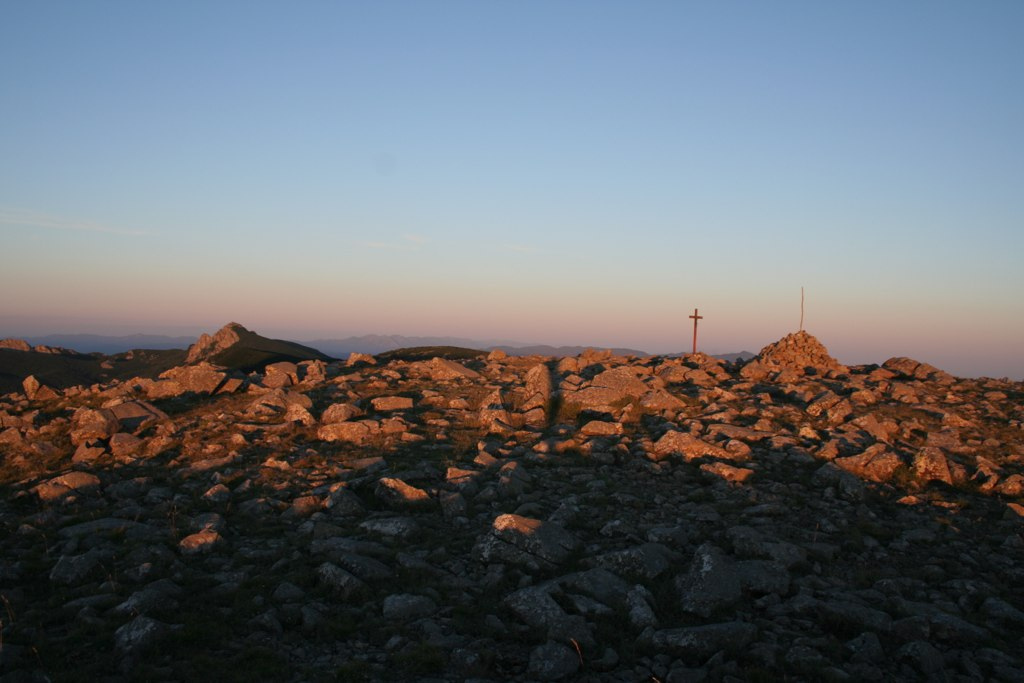

阿約納山（義大利語：Monte Aiona），是意大利的山峰，位於該國西北部，由熱那亞廣域市負責管轄，屬於利古雷亞平寧山脈的一部分，海拔高度1,701米，每年平均降雨量1,573毫米。